# 呉市立吉浦中学校
呉市立吉浦中学校（くれしりつよしうらちゅうがっこう）は、広島県呉市狩留賀町にある公立中学校。

## 沿革
- 1947年4月1日 - 呉市立吉浦中学校が設立。
- 1947年4月14日 - 初代校長に県立呉第二中学校教諭の狩野茂喜が就任する。
- 1947年4月21日 - 呉市立吉浦小学校区、呉市立落走小学校区を合わせて呉市吉浦本町4丁目19番地、旧海軍工廠工員宿舎を仮校舎に転換し、開校式及び入学式を挙式する。
- 1949年6月1日 - 広島県公立学校再編成により、安芸郡大屋中学校を廃校し、同学区生徒は、本校に委託合併される。
- 1949年6月8日 - 呉市狩留賀町4756番地、旧アメリカ進駐軍兵舎を本校仮校舎に転換、校舎移転校区は、吉浦、落走、大屋の各小学校区。落成記念式、祝賀式、芸能発表会開催する。
- 1985年12月19日 - 新校舎（現校舎）の建築着工。
- 1986年10月25日 - 新校舎が完成。
- 2019年4月 - 広島県教育委員会は県下の5小学校・6中学校に、不登校の子どもの支援と不登校の未然防止などを目的とする「スペシャルサポートルーム」（SSR）を設置[2]。呉市からは当校と呉市立阿賀中学校が設置校に選ばれた[3]。